# Kris Sparre
Kris Sparre (* 12. Januar 1987 in Mississauga, Ontario) ist ein ehemaliger deutsch-kanadischer Eishockeyspieler und derzeitiger -trainer, der im Verlauf seiner aktiven Karriere zwischen 2005 und 2016 unter anderem 286 Spiele für die Iserlohn Roosters, den ERC Ingolstadt, Eisbären Berlin und Düsseldorfer EG in der Deutschen Eishockey Liga (DEL) auf der Position des linken Flügelstürmers bestritten hat.

## Karriere
Kris Sparre begann seine Karriere 2003 in der Ontario Provincial Junior Hockey League bei den Brampton Capitals. Im nächsten Jahr spielte er für den Ligakonkurrenten Mississauga Chargers. In der Saison 2005/06 spielte er für vier Mannschaften. Dies waren die erneut die Chargers sowie die Couchiching Terriers aus der OPJHL, die Halifax Mooseheads aus der Ligue de hockey junior majeur du Québec sowie die Barrie Colts aus der Ontario Hockey League, für die der Kanadier 23 Partien absolvierte. Im nächsten Jahr wurde er viertbester Scorer seines Teams und konnte sich mit den Colts für die Play-offs qualifizieren. Kurz nach dem Start der Spielzeit 2007/08 wechselte Sparre zu den Mississauga St. Michael’s Majors, für die er in 56 Spielen auflief. 
Zum Ende der Saison unterschrieb der Stürmer seines ersten Profivertrag bei den Columbia Inferno aus der ECHL. Im Sommer 2008 wechselte er zum Ligakonkurrenten Idaho Steelheads. Nach dem Erreichen der Play-offs folgte das Aus im Viertelfinale, wo man die Serie mit 0:4 gegen die Victoria Salmon Kings verlor.
Zur Saison 2009/10 unterschrieb Kris Sparre einen Vertrag bei den Iserlohn Roosters aus der Deutschen Eishockey Liga und ging dort gemeinsam mit seinem Bruder Daniel Sparre auf Torejagd. Sein Vertrag war zunächst nur auf Try-Out-Basis und konnte in den ersten beiden Monaten jederzeit gekündigt werden. Von dieser Option machten die Roosters allerdings keinen Gebrauch. Kris Sparre war als Stürmer für die vierte Reihe eingeplant und fiel wie sein Bruder aufgrund eines deutschen Passes nicht unter das Ausländerkontingent. Die Saison begann er aber an der Seite seines Bruders und Mads Christensen in der dritten Reihe. Sein erstes Tor erzielte er beim Auswärtssieg gegen die Frankfurt Lions, als er Ian Gordon im Penalty-Schießen mit einem Schlagschuss überwand. Nach Umstellungen im Team spielte Sparre ab November 2009, wie ursprünglich geplant, meistens in der vierten Reihe und erzielte noch vier weitere Tore. Nach der Saison verlängerte er seinen Vertrag um ein Jahr. Im Mai 2011 erhielt er einen Kontrakt über ein Jahr Laufzeit beim ERC Ingolstadt, der im November des gleichen Jahres bis 2014 verlängert wurde. 
Nachdem er in den Planungen für die Saison 2013/14 bei Ingolstadt keine Rolle mehr gespielt hatte, wurde er vom Ligakonkurrenten Eisbären Berlin im September 2013 auf Grund von Verletzungsausfällen beim Hauptstadtteam bis zum Jahresende 2013 nachverpflichtet. Auch wenn er die Erwartungen in den ersten drei Monaten nicht ganz erfüllen konnte, wurde die Option der Vertragsauflösung zum Jahresende vom Verein nicht gezogen und Sparre blieb bis zum Saisonende ein Eisbär.
Die Saison 2014/15 begann er bei den Dresdner Eislöwen in der DEL2, bei welchen er in 30 Spielen 52 Punkte erzielen konnte und damit wieder das Interesse von DEL-Teams erregte. Da sein Einsatz bei den Eislöwen erstmal nur bis zum Jahresende 2014 vereinbart war, nahm er daraufhin das Angebot der Düsseldorfer EG an und spielte bis zum Saisonende wieder in der DEL. Der Start bei seinem neuen Verein verlief sehr erfolgreich, so konnte er beim DEL Winter Game gegen die Kölner Haie am 10. Januar 2015 mit 2 Toren entscheidend zum Sieg für Düsseldorf beitragen. In der Saison 2015/16 stand er bei den Löwen Frankfurt aus der DEL2 unter Vertrag, nach der Spielzeit wurde das Beschäftigungsverhältnis beendet.
Anschließend beendete Sparre seine Spielerkarriere und wurde Assistenztrainer bei den Niagara IceDogs aus der Ontario Hockey League. Zwischen 2019 und 2021 gehörte er dem Trainerstab des EC Red Bull Salzburg als Assistenztrainer an. In der Spielzeit 2021/22 war er in gleicher Funktion bei den Flint Firebirds aus der OHL tätig. Zur Saison 2022/23 wurde Sparre von den San Diego Gulls aus der American Hockey League verpflichtet.

## Karrierestatistik
(Legende zur Spielerstatistik: Sp oder GP = absolvierte Spiele; T oder G = erzielte Tore; V oder A = erzielte Assists; Pkt oder Pts = erzielte Scorerpunkte; SM oder PIM = erhaltene Strafminuten; +/− = Plus/Minus-Bilanz; PP = erzielte Überzahltore; SH = erzielte Unterzahltore; GW = erzielte Siegtore; 1 Play-downs/Relegation; Kursiv: Statistik nicht vollständig)

## Familie
Kris Sparre ist der Bruder von Daniel Sparre, der ebenfalls professioneller Eishockeyspieler ist. Zusammen spielten die Brüder in der Saison 2007/08 für Columbia Inferno in der ECHL und während der Saison 2009/10 für die Iserlohn Roosters aus der Deutschen Eishockey Liga.